# Щифт (машиностроене)
Щифтовете са машинни елементи, с чиято помощ се свързват машинни детайли един с друг. Съществуват в различни видове и за различни цели като например:
- цилиндрични щифтове (цилиндрична форма),
- конусни щифтове,
- пружинни щифтове (цилиндрични гилзи с шлиц),
- жлебов (насечен) щифт (цилиндричен с надлежни жлебове),
- цилиндричен жлебов (насечен) щифт (жлебове по цялата дължина).

## Видове машиностроителни щифтове
За различните приложения има подходящи видове щифтове, както следва:

### Цилиндричен щифт
Проста цилиндрична форма със закръглени или фаскирани ръбове. Използва се за свързване и фиксиране на части, обикновено при съединения, които почти не се разглобяват.   
За твърди връзки те се изработват с допуск m6, а за свободни свързки – с h8 или h11.
Отговаря на стандарт EN ISO 2338.

### Конусен щифт
Лека конусна форма (C = 1:50); челните повърхнини са закръглени.При често извършван демонтаж отворите се разширяват, при което се увеличава дълбочината на монтажа.
Отговаря на EN 22339. 

### Жлебов щифт
По обиколката на щифта има изработени жлебове. В зависимост от приложението тяхната форма може да бъде различна. 

### Пружинен (стягащ) щифт
По начина си на действие прилича на къса гилза от пружинна стомана. Може да се изважда и използва повторно.